# Stora Borrsjön
Stora Borrsjön är en sjö i Lindesbergs kommun i Västmanland och ingår i Norrströms huvudavrinningsområde. Sjön har en area på 0,177 kvadratkilometer och ligger 58,3 meter över havet.

## Delavrinningsområde
Stora Borrsjön ingår i det delavrinningsområde (659233-147980) som SMHI kallar för Mynnar i Sverkestaån. Medelhöjden är 54 meter över havet och ytan är 45,1 kvadratkilometer. Det finns inga avrinningsområden uppströms utan avrinningsområdet är högsta punkten. Ullersättersbäcken som avvattnar avrinningsområdet har biflödesordning 4, vilket innebär att vattnet flödar genom totalt 4 vattendrag innan det når havet efter 180 kilometer. Avrinningsområdet består mestadels av skog (60 procent), öppen mark (12 procent) och jordbruk (22 procent). Avrinningsområdet har 1,62 kvadratkilometer vattenytor vilket ger det en sjöprocent på 3,6 procent.